# Distoleon contubernalis
Distoleon contubernalis is een insect uit de familie van de mierenleeuwen (Myrmeleontidae), die tot de orde netvleugeligen (Neuroptera) behoort. 
Distoleon contubernalis is voor het eerst wetenschappelijk beschreven door McLachlan in 1875.